# Finstere Tanne
Die Finstere Tanne ist ein 519,9 m hoher Berg im Südosten der Waltershäuser Vorberge, die dem Thüringer Wald nördlich vorgelagert sind.

## Lage
Die Finstere Tanne stellt die höchste Erhebung eines kleinräumigen Berglandes innerhalb der Waltershäuser Vorberge dar, das von den drei Ortschaften Waltershausen, Bad Tabarz und Friedrichroda eingefasst wird. Sie liegt im Landkreis Gotha auf dem Gebiet der Stadt Waltershausen knapp 3 km südsüdwestlich des Stadtzentrums. 
Östlich davon fließt die Badewasser nach Norden, westlich die Laucha.

## Nebengipfel
Nach Norden ist der Finsteren Tanne in 500 m Entfernung der 472 m hohe Mittelberg vorgelagert, nach Nordosten in 800 m Entfernung die 467 m hohe Hohe Wurzel.